# Encyopsidius apicalis
Encyopsidius apicalis là một loài côn trùng trong họ Ascalaphidae thuộc bộ Neuroptera. Loài này được Tjeder & Hansson miêu tả năm 1992.